# Auto Technisches Spezialzubehör
Ne pas confondre avec ATS, présente en Formule 1 de 1963 à 1964.
Auto Technisches Spezialzubehör, ou plus communément ATS, était une écurie de Formule 1 fondée par Günther Schmidt en 1977. L'écurie a disputé 89 Grands Prix de Formule 1 de 1978 à 1984, a inscrit sept points, et son meilleur classement en championnat du monde des constructeurs est une onzième place en 1979.

## Historique

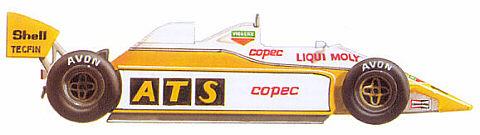
ATS D5 de la saison 1981

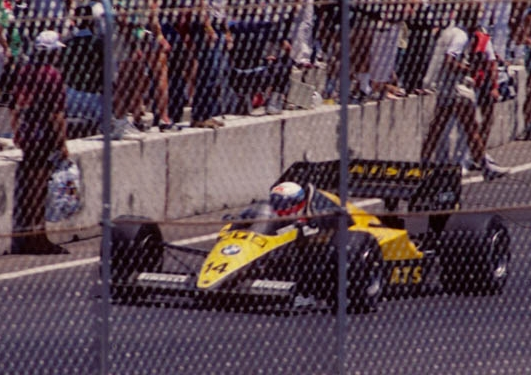
Manfred Winkelhock sur ATS D7 à Dallas en 1984

Günther Schmidt, propriétaire de l'entreprise Auto Technisches Spezialzubehör, spécialiste des jantes en alliage léger, est un passionné de courses automobiles qui décide de se lancer en Formule 1 en 1977. Pour ce faire, il profite du retrait de l'écurie Penske et inscrit les défuntes monoplaces en championnat tout en gardant la dénomination Penske. Comme la saison engagée se révèle médiocre, Schmidt choisit de ne pas disputer les dernières courses pour se concentrer sur 1978.
En 1978, la nouvelle ATS HS1, est confiée à Jochen Mass et Jean-Pierre Jarier. Les quatre premiers Grands Prix sont encourageants pour la jeune écurie dont les monoplaces participent à de belles luttes dans le peloton, mais la suite de la saison est plus terne car la monoplace souffre de soucis de tenue de route. Les non-qualifications deviennent courantes et l'arrivée de Keke Rosberg ne change pas le cours des événements. Les ATS disputent douze Grands Prix sans parvenir à inscrire de point au championnat. En fin de saison, la HS1 est remplacée par la D1 à effet de sol. Malheureusement, cette monoplace n'est pas efficace et l'équipe doit redessiner une nouvelle monoplace pour 1979.
En 1979, la D2 est lancée, elle reprend certaines caractéristiques de la D1 et est copiée sur la Lotus 79. Mais elle ne se hisse pas au niveau de la Lotus, bien au contraire : la monoplace se révèle très rétive et manque de fiabilité. L'équipe doit rectifier le tir et conçoit la D3, dont les suspensions sont d'une nouvelle conception. Celle-ci permet à Hans-Joachim Stuck d'inscrire les deux points de la cinquième place au Grand Prix de Watkins Glen, les premiers points d'ATS qui pointe au onzième rang final du championnat du monde.
En 1980, Jo Ramírez devient team-manager tandis que Marc Surer et Jan Lammers rejoignent l'équipe. Ils doivent commencer la saison au volant de la D3 en attendant la mise au point de sa remplaçante. Il n'y a aucune bonne surprise à attendre de la D3 et la D4 ne sera pas plus performante : saison blanche pour ATS en douze courses. En 1981, faute de budget de développement, la D4 doit commencer la saison et ATS recrute le pilote payant Slim Borgudd qui amène des deniers frais. Le Suédois inscrit le seul point de l'écurie à l'occasion du Grand Prix de Grande-Bretagne à Silverstone, au volant de la nouvelle D5.
En 1982, Borgudd est remplacé par Manfred Winkelhock et ATS inscrit même une seconde monoplace, confiée à Eliseo Salazar. Malgré un budget réduit à la portion congrue, les pilotes réalisent des prouesses : Winkelhock termine cinquième à Jacarepagua et est imité par Salazar au Grand Prix Saint Marin à Imola. La D5 demeurant une voiture peu fiable, ces quatre points seront les seuls inscrits, permettant à ATS de terminer douzième au championnat.
1983 s'annonce sous les meilleurs auspices pour ATS avec le retour de Gustav Brunner pour dessiner la D6 et une fourniture moteur par BMW, ATS souhaitant disposer d'un turbo en lieu et place du Cosworth V8 atmosphérique. Si Winkelhock conserve son baquet, Salazar est évincé car ATS choisit de n'engager à nouveau qu'une seule monoplace. Les performances de la D6 sont meilleures que celles de sa devancière, surtout en qualifications. Mais Winkelhock commet des erreurs en course et perd des occasions de marquer des points, tandis qu'ATS n'arrive pas à développer correctement le moteur BMW. Schmidt veut alors remplacer Winkelhock par Stefan Bellof, qui refuse et poursuit sa saison en Formule 2, puis par Jo Gartner, mais Winkelhock conserve son baquet. ATS ne marquera pas de point en 1983.
En 1984, la D7-BMW de Gustav Brunner est le nouvel espoir d'ATS. Winkelhock en retrouve le volant et effectue cette année-là quelques belles performances comme au Grand Prix de Belgique où il se qualifie brillamment en sixième position avant d'abandonner sur problème électrique. Mais la monoplace est toujours en manque de fiabilité et Winkelhock commet toujours de nombreuses erreurs de pilotage. Gerhard Berger, nouvellement recruté sur une seconde monoplace, termine en sixième position en Italie. Il croit apporter un point précieux à son équipe mais il lui est retiré : Berger est pilote-titulaire de la seconde monoplace, mais ATS n'avait inscrit qu'une monoplace en début de championnat. L'Allemand est donc licencié au profit de l'Autrichien. Après quinze Grands Prix sans aucune réussite, Günther Schmidt jette l'éponge en fin de saison. Il est même obligé de revendre ses parts dans sa société mais rebondit, monte une nouvelle société, Rial, toujours dans le domaine de la jante en alliage. Au bout de quelques années, il dégage suffisamment de bénéfices pour réinvestir dans sa marotte, la Formule 1.
En 1988, il retourne en Formule 1 avec l'écurie Rial. Il réengage Gustav Brunner pour dessiner la monoplace ARC 01 confiée au pilote italien Andrea De Cesaris qui décroche les trois points de la quatrième place du Grand Prix de Détroit 1988.

## Anecdote
ATS surprend le monde de la F1 en 1981 lorsque le pilote payant suédois Slim Borgudd ramène le sponsoring peu conventionnel du groupe musical ABBA.

## Résultats en championnat du monde de Formule 1
| Saison | Écurie          | Châssis        | Moteur               | Pneus         | Pilotes | Grands Prix disputés | Points inscrits | Classement |
| ------ | --------------- | -------------- | -------------------- | ------------- | --- | -------------------- | --------------- | ---------- |
| 1977   | ATS Racing Team | Penske PC4     | Ford-Cosworth V8     | Goodyear      | Jean-Pierre Jarier Hans Binder Hans Heyer                                                                    | 10                   | 0               | Non classé |
| 1978   | ATS Racing Team | ATS HS1 ATS D1 | Ford-Cosworth V8     | Goodyear      | Jean-Pierre Jarier Jochen Mass Alberto Colombo (en) Keke Rosberg Hans Binder Michael Bleekemolen Harald Ertl | 12                   | 0               | Non classé |
| 1979   | ATS Wheels      | ATS D2 ATS D3  | Ford-Cosworth V8     | Goodyear      | Hans-Joachim Stuck                                                                                           | 12                   | 2               | 11e        |
| 1980   | Team ATS        | ATS D3 ATS D4  | Ford-Cosworth V8     | Goodyear      | Jan Lammers Marc Surer Harald Ertl                                                                           | 12                   | 0               | Non classé |
| 1981   | Team ATS        | ATS D4 ATS D5  | Ford-Cosworth V8     | Michelin Avon | Jan Lammers Slim Borgudd                                                                                     | 9                    | 1               | 12e        |
| 1982   | Team ATS        | ATS D5         | Ford-Cosworth V8     | Goodyear      | Manfred Winkelhock Eliseo Salazar                                                                            | 15                   | 4               | 12e        |
| 1983   | Team ATS        | ATS D6         | BMW 4 en ligne turbo | Goodyear      | Manfred Winkelhock Stefan Bellof Jo Gartner                                                                  | 14                   | 0               | Non classé |
| 1984   | Team ATS        | ATS D7         | BMW 4 en ligne turbo | Pirelli       | Manfred Winkelhock Gerhard Berger                                                                            | 15                   | 0               | Non classé |

## Palmarès des pilotes de ATS
| Pilote               | Grand Prix disputés | Victoires | Podiums | Points inscrits | Pole positions | Meilleur tour en course |
| -------------------- | ------------------- | --------- | ------- | --------------- | -------------- | ----------------------- |
| Jochen Mass          | 10                  | 0         | 0       | 0               | 0              | 0                       |
| Jean-Pierre Jarier   | 3                   | 0         | 0       | 0               | 0              | 0                       |
| Alberto Colombo (en) | 0                   | 0         | 0       | 0               | 0              | 0                       |
| Keke Rosberg         | 5                   | 0         | 0       | 0               | 0              | 0                       |
| Hans Binder          | 0                   | 0         | 0       | 0               | 0              | 0                       |
| Michael Bleekemolen  | 1                   | 0         | 0       | 0               | 0              | 0                       |
| Harald Ertl          | 27                  | 0         | 0       | 0               | 0              | 0                       |
| Hans-Joachim Stuck   | 12                  | 0         | 0       | 2               | 0              | 0                       |
| Marc Surer           | 9                   | 0         | 0       | 0               | 0              | 0                       |
| Jan Lammers          | 5                   | 0         | 0       | 0               | 0              | 0                       |
| Slim Borgudd         | 7                   | 0         | 0       | 1               | 0              | 0                       |
| Manfred Winkelhock   | 38                  | 0         | 0       | 2               | 0              | 0                       |
| Eliseo Salazar       | 13                  | 0         | 0       | 2               | 0              | 0                       |
| Stefan Bellof        | 0                   | 0         | 0       | 0               | 0              | 0                       |
| Jo Gartner           | 0                   | 0         | 0       | 0               | 0              | 0                       |
| Gerhard Berger       | 4                   | 0         | 0       | 0               | 0              | 0                       |